# Incrociatore corazzato

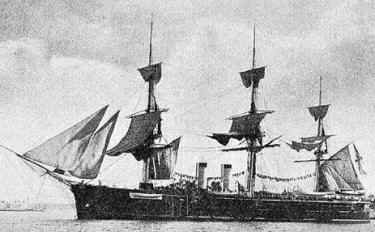
Incrociatore corazzato General-Admiral (1873)

Un incrociatore corazzato fu un tipo di incrociatore protetto da una corazzatura su tutti i fianchi, così come sui ponti e sulle postazioni dei cannoni. Questa classe di navi fu utilizzata all'incirca a partire dal 1875 fino a metà della prima guerra mondiale e in ruoli ausiliari negli anni trenta e anche nella seconda guerra mondiale.
Lo sviluppo dei proiettili esplosivi alla metà del 1800 rese l'uso della corazzatura inevitabile, nonostante il suo costo e peso, e gli incrociatori corazzati cominciarono a comparire nelle grandi marine occidentali (ed in quella giapponese).

## Storia
Il primo incrociatore corazzato fu il britannico Shannon nel 1875. I primi incrociatori corazzati avevano solitamente un dislocamento di circa 6.000 - 12.000 ton ed una velocità di 20 nodi (36 - 37 km/h). Il suo uso raggiunse il culmine nel 1906-1908 con dislocamenti di circa 14.000 - 16.000 ton e velocità da 22 a 23 nodi (da 41 - 43 km/h).
L'armamento tipico potevano essere 2 o 4 cannoni di grande calibro (di solito da 8 - 10 pollici (203 - 254 mm) ed alcune dozzine di cannoni di calibro inferiore (6 pollici - 152 mm) o similari. Per esempio:
- Il primo incrociatore corazzato russo il Rurik (1895) possedeva
  - 4 cannoni da 8 pollici (203 mm)
  - 16 cannoni da 6 pollici (152 mm)
  - 6 cannoni da 4.7 pollici (120 mm)
- Il francese Victor Hugo (1904)
  - 4 cannoni da 9.4 pollici (240 mm)
  - 16 cannoni da 7,5 pollici (190 mm)
- Il britannico HMS Monmouth era un'eccezione con un debole armamento di soli 14 cannoni da 6 pollici (152 mm).

Gli ultimi incrociatori corazzati ebbero un armamento più potente:
- Il britannico British HMS Warrior (1905)
  - 6 cannoni da 9.2 pollici (234 mm)
  - 4 cannoni da 7,5 pollici (190 mm)
- Il tedesco SMS Blücher (1909)
  - 12 cannoni da 8.2 pollici (210 mm)
  - 6 cannoni da 5.9 pollici (150 mm)
- Gli italiani San Giorgio e San Marco (1909)
  - 4 cannoni da 10 pollici (254/45 mm)
  - 8 cannoni da 7,5 pollici (190/45 mm)
- il secondo Russo Ryurik (1909, di costruzione britannica)
  - 4 cannoni da 10 pollici (254 mm)
  - 8 cannoni da 8 pollici (203 mm) cannoni
  - 20 cannoni da 4,7 pollici (120 mm)

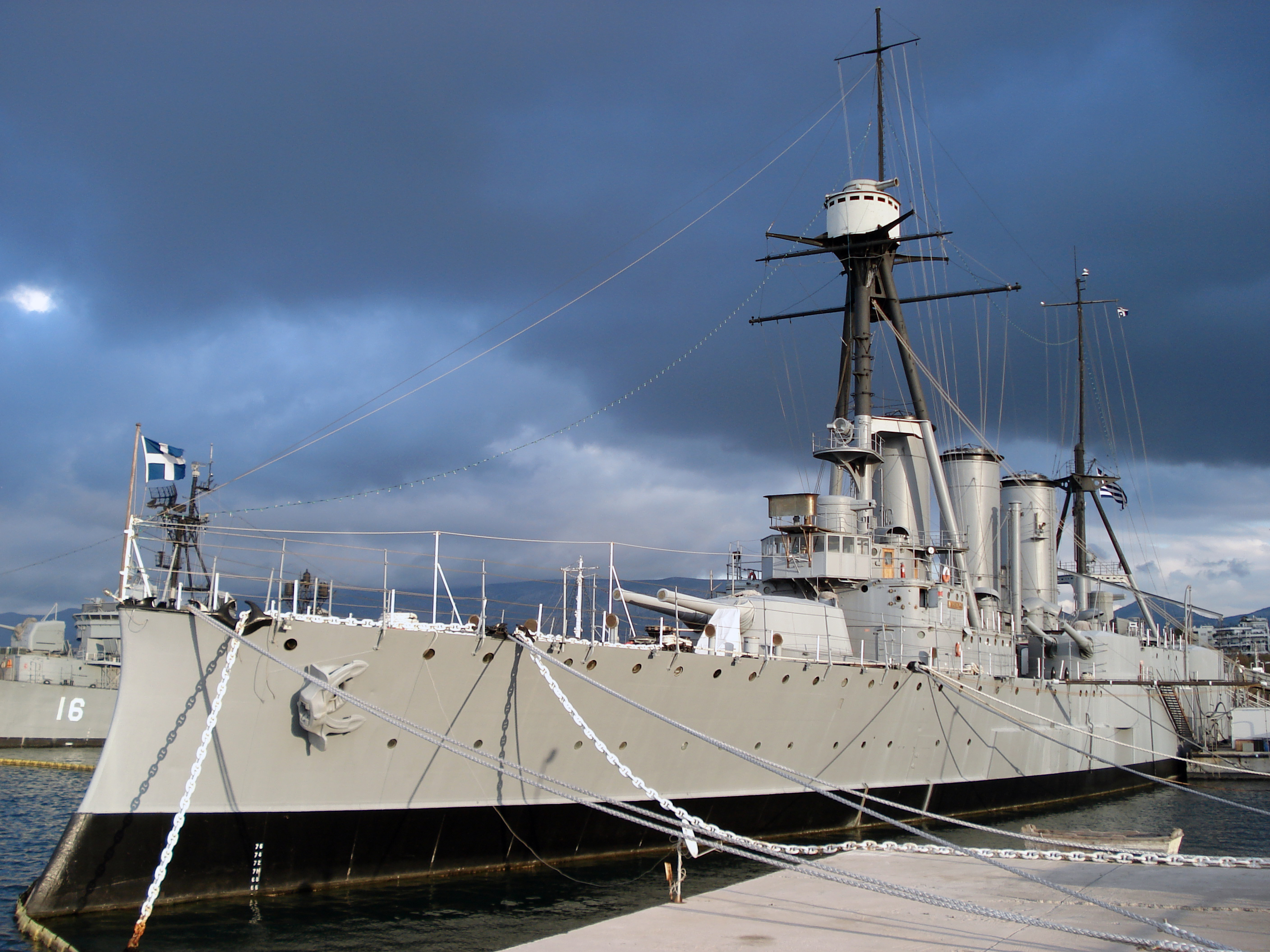
L'incrociatore Averof, ormeggiato ad Atene nel 2007

Gli incrociatori corazzati, dopo aver avuto un ruolo non indifferente nella guerra ispano-americana del 1898, combatterono principalmente in due battaglie navali: la battaglia di Ulsan nella guerra russo-giapponese e la battaglia di Coronel nella prima guerra mondiale e giocarono un importante ruolo di supporto in altre battaglie di quel periodo. D'altra parte la battaglia delle Isole Falkland e la battaglia dello Jutland dimostrarono che la loro corazzatura era insufficiente per permettere loro di affrontare navi capitali. L'ultimo incrociatore corazzato venne costruito intorno al 1910, dopo che gli sviluppi tecnologici permisero a questo tipo di evolversi insieme alle corazzate includendo un armamento di cannoni uniforme ed incrementando la loro velocità, trasformandosi infine in Incrociatori da battaglia
Rimane in esistenza ancora un incrociatore corazzato: il Giorgios Averof della classe Pisa, conservato in Grecia come nave museo.

## Incrociatori corazzati nella Marina USA
Il primo incrociatore corazzato della United States Navy fu lo USS Maine, la cui esplosione nel 1898 diede il via alla Guerra Ispano Americana. Varato nel 1889, possedeva una corazzatura di spessore da 7 a 12 pollici (da 178 a 305 mm) intorno ai fianchi ("cintura corazzata") e spessa da 1 a 4 pollici (da 25 a 102 mm) sui ponti. Venne ridesignato come "Corazzata di seconda classe" nel 1894, un goffo compromesso che rifletteva la sua lentezza a paragone di quella di altri incrociatori e le debolezze rispetto alla navi da battaglia di prima linea dell'epoca.
Il secondo incrociatore corazzato, lo USS New York, varato nel 1895, era meno protetto del Maine, con 3 pollici (76 mm) di cintura corazzata e da 3 a 6 pollici (da 76 a 152 mm) di corazzatura sul ponte. Lo USS Brooklyn fu una versione migliorata del progetto del New York.
Poco dopo la guerra Americano Spagnola, la Marina costruì sei incrociatori corazzati classe Pennsylvania, seguiti praticamente immediatamente dopo da cinque della classe Tennessee.
Il 17 luglio 1920, tutti gli incrociatori corazzati USA esistenti furono riclassificati semplicemente "incrociatori" unendoli agli incrociatori protetti mettendo fine all'uso di questo termine negli USA.

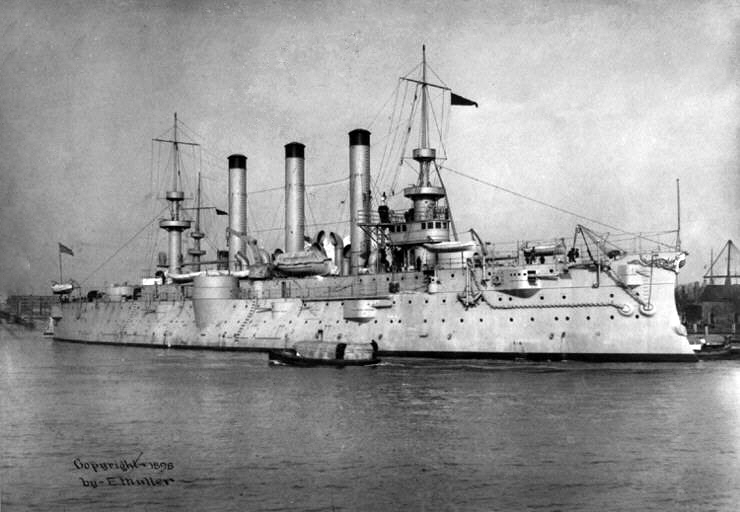
Incrociatore corazzato USS Brooklyn (1898)
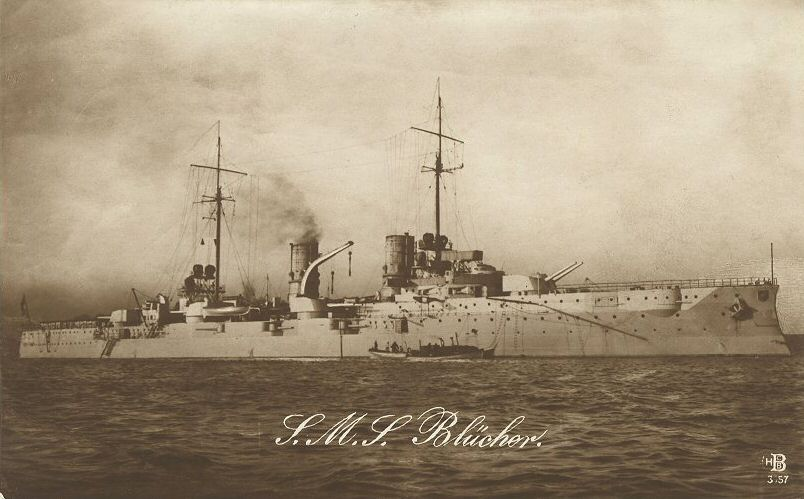
Incrociatore corazzato SMS Blücher (1908)